# 김선흠
김선흠(金善欽, ? ~ ?)은 일제강점기의 언론인이다.

## 생애
조선총독부 기관지로서 일제 식민통치의 주요 외곽기관이었던 《매일신보》의 기자로 1920년부터 근무했다. 김선흠은 편집부 소속이었다. 1926년에는 교정계 주임 겸 교정부장으로 승진했다.
1927년에 매일신보 인쇄인을 맡았고, 이듬해인 1928년 2월 28일부터 1938년 4월 28일까지 편집인 겸 발행인을 맡았다. 매일신보에 재직한 기간은 1920년 9월부터 1938년 4월까지 약 18년 가량이며, 이 가운데 후반부 10년은 신문 발행의 최고 책임자 역할을 담당했다.
김선흠이 발행인을 맡은 약 10년 동안 매일신보는 사설을 통하여 총독부의 정책을 지지하고, 3·1 운동 이후의 사이토 마코토 총독의 통치를 찬양하면서 협력을 다짐했다. 1930년 광주학생운동이 전국적으로 확산되자, 이를 학생으로서의 망동에만 그치는 것이 아니라 사회의 평화와 질서를 해치는 일이라며 "대죄사(大罪事)"라고 폄하하기도 했다.
1937년 중일 전쟁이 발발했을 때 매일신보는 특별히 호외를 십여 차례 발행하여 일본 제국의 중국 침략을 옹호했다. 이에 대하여 총독부는 매일신보의 보도 내용이 조선일보, 동아일보에 비해 솔선적, 지도적이라고 높이 평가한 바 있다.
2007년 대한민국 친일반민족행위진상규명위원회가 확정한 친일반민족행위 195인 명단 중 언론 부문과 2008년 발표된 민족문제연구소의 친일인명사전 수록예정자 명단에 선정되었다.

## 같이 보기
- 매일신보

## 참고자료
- 친일반민족행위진상규명위원회 (2007년 12월). 〈김선흠〉 (PDF). 《2007년도 조사보고서 II - 친일반민족행위결정이유서》. 서울. 1747~1761쪽쪽. 발간등록번호 11-1560010-0000002-10. [깨진 링크(과거 내용 찾기)]
- 조현호 기자 (2007년 12월 12일). “김선흠 등 매일신보·시사평론 간부 8명 친일 규명 - 친일반민규명위 2007 보고서 발간… 1920~30년대 신문 11종 분석”. 미디어오늘. 2008년 3월 4일에 확인함.